# برن بينيت
برن بينيت (بالإنجليزية: Bern Bennett)‏ هو مقدم برامج إذاعية أمريكي، ولد في 19 أكتوبر 1921، وتوفي في 29 مايو 2014 في سان بدروس ‏ في الولايات المتحدة بسبب مرض.

## روابط خارجية
- برن بينيت على موقع IMDb (الإنجليزية)
- برن بينيت على موقع قاعدة بيانات الفيلم (الإنجليزية)